# Diana King
Diana King (Spanish Town, 8 de novembro de 1970) é uma cantora e compositora jamaicana, conhecida por mesclar reggae, reggae fusion e dancehall e por seu timbre marcante. Diana é descendente de indianos e africanos. 

## Carreira
A carreira de Diana King começou oficialmente após sua participação na canção Respect, de The Notorious B.I.G. em 1994. Após sua participação na canção, Diana assinou contrato de gravação com a Sony Music. Seu primeiro single, Shy Guy, produzido por Andy Marvel, tornou-se um sucesso; A canção entrou para o 13º lugar da Billboard Hot 100, recebeu certificado de ouro da RIAA e alcançou o 1º lugar na Billboard European Hot 100. 
Em 1997, Diana lançou seu segundo álbum de estúdio, Think Like a Girl, que entrou a Billboard Top Reggae Albums , fazendo com que ela alcançasse novamente a Billboard Hot 100 e a Hot Dance Club Songs com a canção I Say a Little Prayer. 
Em 1998, ela fez parceria musical com Céline Dion para performance da canção Treat Her Like a Lady, gravada anteriormente por Diana. Neste ano, Diana também apareceu no Soul Train para promover o álbum Think Like a Girl. 
Em 2000, Diana entrou em negociações com a Maverick Records, da cantora Madonna, e dois anos depois, lançou seu terceiro álbum Respect. Atualmente, Diana dedica-se a compor e gravar canções na sua própria gravadora, ThinkLikeAgirl.